# Sebastián Herrera Barnuevo

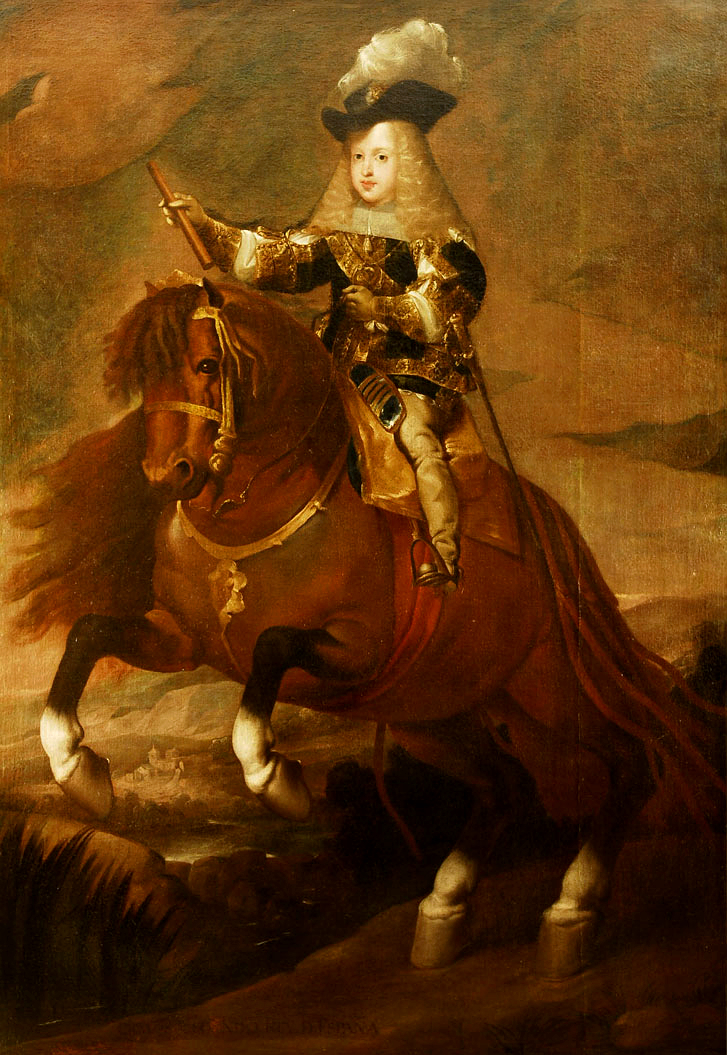
Ritratto del Re Carlo II di Herrera Barnuevo, 1670 circa

Sebastián Herrera Barnuevo (Madrid, 1619 – Madrid, 1671) è stato un pittore, architetto e scultore spagnolo.

## Biografia

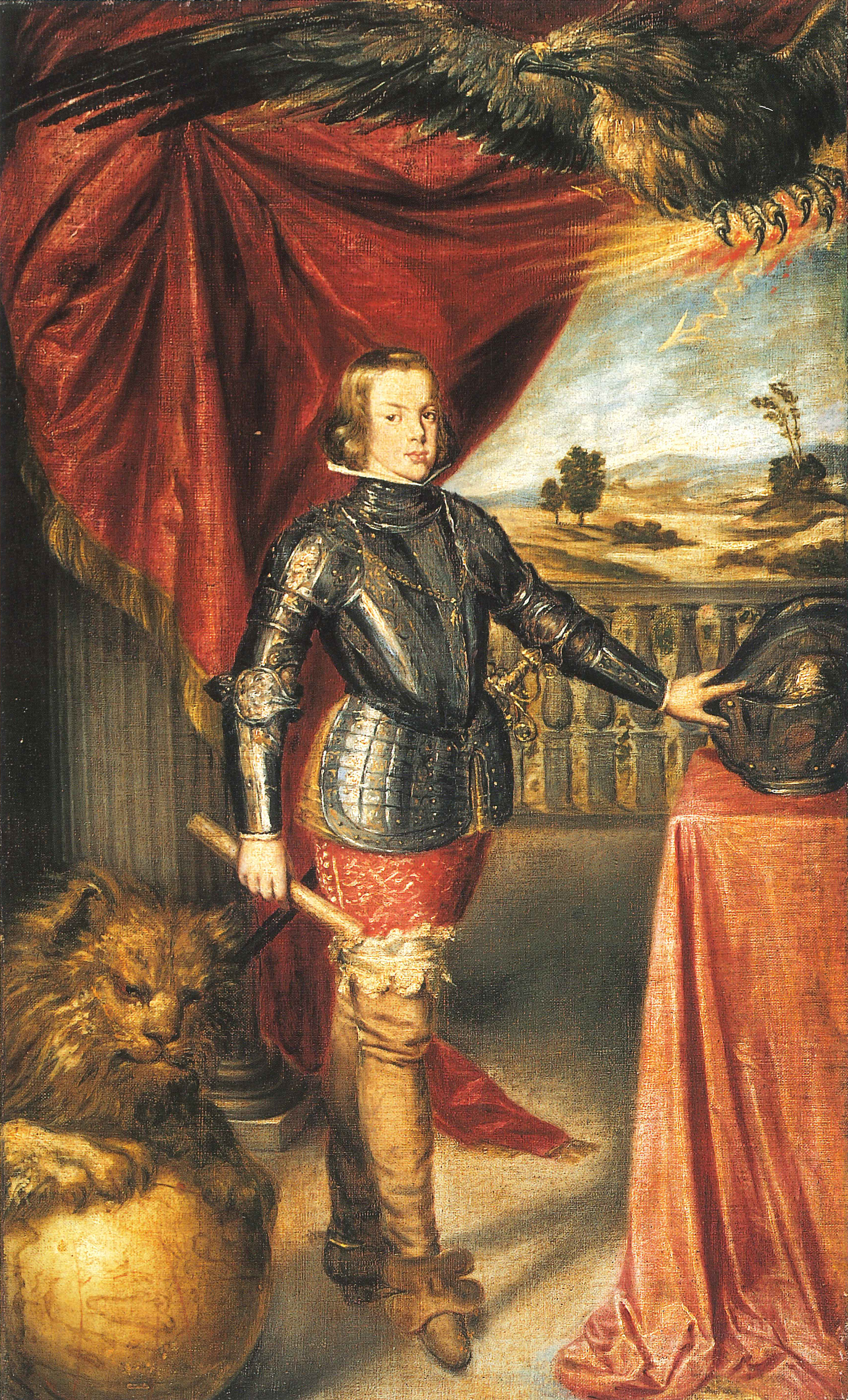
Ritratto del principe Baltasar Carlos, Galleria Parmeggiani, 1644 circa

Nacque a Madrid nel 1619; suo padre, lo scultore Antonio Herrera, lo introdusse al mestiere. Successivamente venne preso come discepolo dall'artista Alonzo Cano; come Cano, anche Herrera lavorò per il Re Filippo IV di Spagna.
Nei suoi dipinti si può notare l’influenza di pittori come Tiziano, Rubens e Van Dyck. Verso la fine del XIX secolo, la maggior parte dei quadri di Herrera erano conservati a Madrid; tra le sue opere migliori si ricordano Santo Barnaba, conservato al monastero El Escorial e la Natività nella chiesa di San Jerónimo el Real.
Nel 1991 in Plaza de Oriente a Madrid è stata posta una placca in sua memoria.